# حي قائد صائل (أبين)

تعديل مصدري - تعديل

حي قائد صائل هو أحد أحياء مدينة جعار في محافظة أبين اليمنية. بلغ تعداد سكانه 1266 نسمة حسب التعداد السكاني في اليمن لعام 2004.